# Antoni Pedrol Rius
Antoni Pedrol Rius (Reus, 10 de febrer de 1910 - Madrid, 17 d'octubre de 1992) va ser un advocat i jurista català.
Fill de Pompeu Pedrol Alimbau i de Dolors Rius Miró, va estudiar a la Universitat de Saragossa, on va obtenir el premi extraordinari de final de carrera. Es va especialitzar en dret mercantil. En la seva joventut milità a la Congregació Mariana. Va publicar articles de temes històrics i jurídics a la Revista del Centre de Lectura. L'any 1960 va rebre un homenatge a Reus. El 1961 va ser nomenat soci d'honor de l'entitat reusenca Centre de Lectura, i el 1975 l'Ajuntament de Reus el nomenà fill il·lustre de la ciutat. El 1969 va fundar el Cercle d'Estudis Jurídics. Va ser Degà del Col·legi d'Advocats de Madrid (1973), President del Consell General de l'Advocacia (1974) i President de la Unió Iberoamericana de Col·legis d'advocats (1976). El 15 de juny de 1977 va ser, per una legislatura, senador de designació reial.
El 1956, Pedrol Rius va ser director del Banc Immobiliari i Mercantil del Marroc, a Tànger, que havia fundat i dirigit el seu amic Josep Andreu i Abelló, cosa que va facilitar la seva bona posició econòmica.
Va publicar Estudio sobre el proceso del asesinato del general Prim. Reus: Associació d'Estudis Reusencs, 1960, i sobre el mateix tema: Los asesinos del general Prim: aclaración a un misterio histórico. Madrid: Tebas, 1960, en col·laboració amb Alfonso de la Fuente Chaos, (reimprès el 1971), que ve a ser una ampliació i reedició del llibre anterior. A més, diverses obres sobre dret mercantil.
La ciutat de Reus el va nomenar fill il·lustre.